# 良田街道
良田街道，是中华人民共和国陕西省渭南市临渭区下辖的一个乡镇级行政单位。

## 行政区划
良田街道下辖以下地区：
安雷村、安陈村、良田村、金花村、圣店村、上庄村、大寨村、庙南村、庙北村和姚家村。